# Юшкевич Максим Анатолійович
Макси́м Анато́лійович Юшке́вич — сержант Збройних сил України, учасник російсько-української війни.
Снайпер, 11-й батальйон «Київська Русь». В березні 2015-го підірвався на гранаті біля Донецького аеропорту. Лікувався в київському шпиталі.

## Нагороди
За особисту мужність, сумлінне та бездоганне служіння Українському народові, зразкове виконання військового обов'язку відзначений — нагороджений
- орденом «За мужність» III ступеня (3.11.2015).